# Galarrwuy Yunupingu

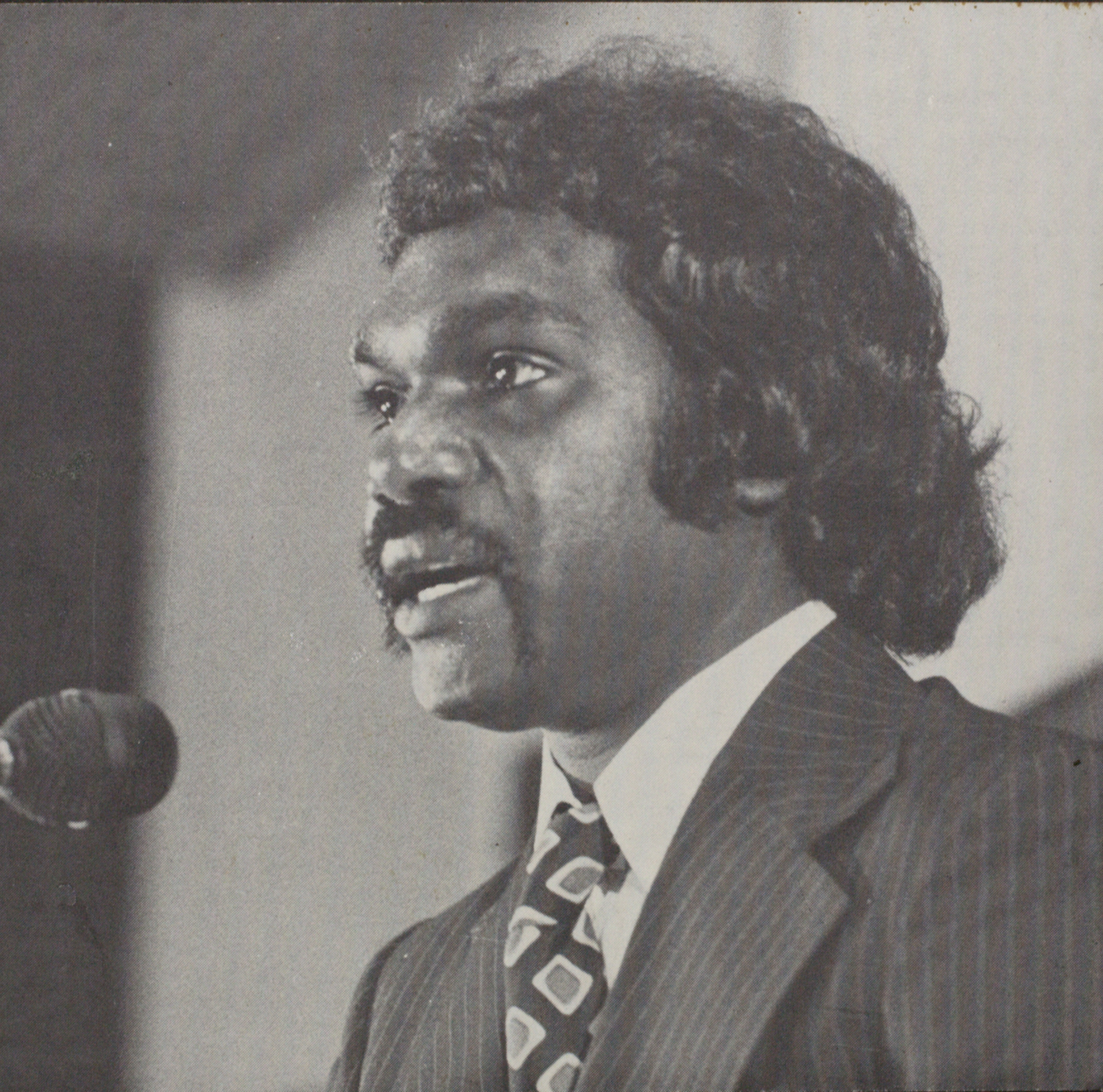
Galarrwuy Yunupingu (1977)

Galarrwuy Yunupingu, AC (* 30. Juni 1948 bei Gunyangara, Arnhemland, Northern Territory, Australien; † 3. April 2023) war ein Elder der Gumatj, eines Clans der Yolngu. Er war ein bedeutender Politiker der Aborigines im Northern Territory, der sich besonders in den 1970er und 1980er Jahren für die Landrechte der Aborigines einsetzte. In den 1990er Jahren war er ein Sänger, Songwriter und Gitarrist der Aborigines-Rockband Yothu Yindi. Er betätigte sich auch als Maler.

## Leben

### Frühes Leben
Über sein frühes Leben ist wenig bekannt. Sein Vater hieß Munggurrawuy Yunupingu und seine Mutter Makurrngu, beide waren Elder. In seinen frühen Jahren hörte er erstmals mit seinem Vater von den Plänen, ein Bergwerk bei Yirrkala auf dem traditionellen Land der Aborigines zu errichten. Er ging zur Missionsschule in Yirrkala und anschließend studierte er zwei Jahre in Brisbane am Methodist Bible College.

### Politiker
Schon sein Vater kämpfte ab den frühen 1960er Jahren für die Landrechte der Yolgnu in der Auseinandersetzung um die Gove-Bauxitmine, die ohne Konsultation der traditionellen Eigentümer errichtet worden war. Sein Vater malte neben anderen die Yolngu Bark Petition, die zweisprachig im australischen Parlament eingereicht wurde und nationale und internationale Aufmerksamkeit erreichte. Die Aborigines brachten ihr Anliegen vor Gericht, wo Galarrwuy Yunupingu als Dolmetscher vor Gericht tätig war. Die Aborigines unterlagen zwar, konnten allerdings eine Vereinbarung über das Betreiben des Bergwerks mit dem Bergwerksunternehmer erzielen. Ab dem Jahr 1975 arbeitete Galarrwuy Yunupingu im Northern Land Council und war dort Vorsitzender von 1977 bis 1980; 1983 wurde er erneut Vorsitzender.

### Ehrungen
1978 erfolgte die Anerkennung zum Australian of the Year. Anerkannt wurde seine Arbeit, die im Jahr 1976 zu einer Vereinbarung mit dem Betreiber der Ranger-Uran-Mine und den traditionellen Landeigentümern geführt hatte. 1985 wurde er mit dem Order of Australia ausgezeichnet. Galarrwuy Yunupingu ist einer von 100 Australian Living National Treasures, die der National Trust of Australia als bedeutende und führende Persönlichkeiten für die Gesellschaft Australiens benennt.

### Musiker
In den 1990er Jahren war er Mitglied der Aborigines-Rockband Yothu Yindi. In der Band war er Sänger, Gitarrist und Songwriter und an den Alben Tribal Voice (1992), Freedom (1993), Birrkuta (White Honey) (1996) und One Blood (1998) beteiligt.

### Spätes Leben
In den späten 1990er Jahren zog er sich aus dem politischen Leben zurück. Er begann mit dem Wiederaufbau einer Viehstation, auf der er 15 jungen Aborigines Beschäftigung gab. 2007 meldete er sich als Politiker zurück und kritisierte Überlegungen der Regierung von John Howard zum Erlass von Gesetzen, die seiner Meinung nach zwischen Rassen unterscheiden.
Später lebte er bei Yirrkala und war in mehreren Komitees und Organisationen aktiv.
Er starb am 3. April 2023 im Alter von 74 Jahren in der Region Arnhemland.